# Sifloden
Sifloden eller Si He (kinesiska: 泗水; pinyin: Sì Shuǐ) är ett vattendrag i Kina. Det ligger i provinsen Shandong och i äldre tider i provinsen Jiangsu, i den östra delen av landet, 500 kilometer söder om huvudstaden Peking. Den sträcker sig från Meng Shanbergets södra fot (蒙山) till utflödet i sjön Nanyang (南阳 湖). Innan dess har den strömmat genom häradet Sishui och städerna Qufu och Yanzhou. 
Sifloden tros vara platsen där de mytologiska nio tripodkittlarna försvann efter Zhoudynastins fall. Filosofen Konfucius är begravd på den norra banken av floden Si, där den passerar genom staden Qufu.